# Вооружённые силы Украины и Крыма
Вооружённые силы Украины и Крыма (укр. Збройні сили України та Криму) — территориальное объединение войск Киевского и Харьковского военных округов, Внутренней службы Украины, а также Морских сил Азовского и Чёрного морей во время гражданской войны и военной интервенции в России.

## Краткая история
После окончания советско-польской войны на территории Украинской Социалистической Советской Республики военные органы управления Красной армии перестраиваются на мирную организацию.
3 декабря 1920 года председатель Революционного военного совета издал приказ № 2660/532 о создании на базе Полевого управления Южного фронта Советской России Управления Вооружённых сил Украины и Крыма. 10 декабря командующим Вооружёнными силами Украины и Крыма назначен М. В. Фрунзе. Место пребывания управления город Харьков.
Вооружённые силы составили войска двух округов — Киевского, окружной военный комиссар Шарапов В. В. и Харьковского и Управления Украинской запасной армии.
Харьковский военный округ в составе: Харьковской, Екатеринославской, Полтавской, Таврической и Донской губернии, с местом пребывания окружного комиссариата в г. Харькове.
Киевский военный округ в составе: Киевской, Черниговской, Подольской, Волынской, Херсонской и Одесской губерний, с местом пребывания окружного комиссариата в г. Киеве.
В состав войск округов входили 12-я, 14-я, 4-я, 6-я, 1-я Конная армии, Украинская трудовая армия КиевВО, Украинская запасная армия ХарВО, Внутренняя служба Украины, Морские силы Азовского и Чёрного морей.
3 июня 1922 года командующий Вооружёнными силами Украины и Крыма М. В. Фрунзе был назначен командующим войсками Украинского военного округа с сохранением названия должности командующий Вооружёнными силами Украины и Крыма, а управление Вооружённых сил Украины и Крыма переименовано в штаб Украинского военного округа, (Приказ РВС № 1366/270 от 3 июня 1922 г.).

## Полное название
Вооружённые силы Украины и Крыма

## Подчинение
Революционный военный совет Украины (1920) 

## Командование
Командующий Вооружёнными силами Украины и Крыма:
- Михаил Васильевич Фрунзе, (10 октября 1920 — март 1924 года)
- Михаил Васильевич Фрунзе, командующий Вооружёнными силами Украины и Крыма — командующий войсками Украинского военного округа (3 июня 1922 — март 1924 года)[1].

Заместители командующего Вооружёнными силами Украины и Крыма:
- Константин Алексеевич Авксентьевский, (декабрь 1920 — …, 1921 — июль 1922).
- Фёдор Михайлович Орлов, (декабрь 1920 — …).
- Сергей Иванович Гусев, (декабрь 1920 — …).
- Василий Юльевич Юнгмейстер - начальник и военный комиссар управления воздушного флота Вооружённых сил Украины и Крыма (февраль 1921 - сентябрь 1922).
- Сергей Константинович Минин, помощник командующего по политической части (1921—1922).
- Роберт Петрович Эйдеман, помощник командующего
- Август Иванович Корк, помощник командующего (28 апреля 1922 — 5 марта 1923).
- Иона Эммануилович Якир, помощник командующего ВС УК. (с декабря 1923 — март 1924), заместитель командующего УкрВО (март 1924 — ноябрь 1925). Назначен с должности командира 14-го ск.

Начальник штаба Вооружённых сил Украины и Крыма:
- Александр Карлович Андерс, временно исполняющий должность начальника штаба ВСУК (8 марта — 1 мая 1921).
- Александр Карлович Андерс, начальник штаба УкрВО (8 августа 1922 — …).

Помощник начальника штаба:
- Александр Карлович Андерс ВСУК (1 мая 1921 — 8 августа 1922).

## Состав
На 10 декабря 1920 года:
- Управление ВС
- Киевский военный округ
- Харьковский военный округ
- Внутренняя служба Украины
- Морские силы Азовского и Чёрного морей (см.Черноморский флот ВМФ СССР)
- 4-я армия
- 6-я армия
- 1-я Конная армия
- 12-я армия
- 14-я армия
- другие войска

На сентябрь 1921 года:
- Управление ВС
- Киевский военный округ:

- 7-я Владимирская дивизия,
- 24-я Самаро-Ульяновская Железная стрелковая дивизия,
- 25-я стрелковая дивизия имени В. И. Чапаева,
- 44-я Киевская стрелковая дивизия,
- 45-я Волынская стрелковая дивизия,
- 1-й конный корпус:

- 8-я кавалерийская дивизия Червонного казачества
- 17-я кавалерийская дивизия Червонного казачества,
- 9-я кавалерийская дивизия,

- отдельные кавалерийские бригады — Красногусарская и Г. И. Котовского.

- Харьковский военный округ:

- 3-я стрелковая дивизия,

- Морские силы Азовского и Чёрного морей
- другие войска

На 21 апреля 1922 года:
- Управление ВС
- Юго-Западный военный округ
- Морские силы Азовского и Чёрного морей
- другие войска

На 27 мая 1922 года:
- Управление ВС
- Украинский военный округ (27.05.1922—1923)
- Морские силы Азовского и Чёрного морей
- другие войска

На 3 июня 1922 года:
- Штаб Украинского военного округа
- 6-й ск, штаб в г. Киев
- 7-й ск, штаб в г. Запорожье
- 14-й ск, штаб в г. Киев
- Морские силы Азовского и Чёрного морей
- другие войска

## Структура
Вооружённые силы Украины и Крыма являлись объединением войск во время перехода к территориальной системе организации Красной армии, а также последующих военных реформ. Поэтому многие подразделения развивались в дальнейшем по-разному. 3-я стрелковая дивизия сформирована 5 июня 1921 года из 3-й и 46-й отдельных стрелковых бригад в августе 1939 года дислоцировалась в Сибирском военном округе. С октября 1939 года входила во 2-ю Отдельную Краснознамённую армию. К сентябрю 1921 года 44-я Киевская входила в состав Киевского военного округа, с 21 апреля 1922 года она уже в составе Юго-Западного военного округа, 27 мая 1922 года 44-я, — часть Украинского военного округа в составе Вооружённых сил Украины и Крыма. С 1 августа 1925 года в составе 8-го стрелкового корпуса Украинского военного округа.

## Боевая деятельность
10 декабря 1920 года создаётся управление Вооружённых сил Украины и Крыма.. Из состава войск Южного фронта исключены 4-я, 6-я, 1-я Конная армии и другие войска и включены в состав войск Вооружённых сил Украины и Крыма. Из состава войск Юго-Западного фронта в Вооружённые силы Украины и Крыма переданы 12-я, 14-я армии и другие войска. Командующим Вооружёнными силами Украины и Крыма назначен командующий войсками Южного фронта М. В. Фрунзе, заместителями командующего войсками — К. А. Авксентьевский, С. И. Гусев, С. К. Минин, Р. П. Эйдеман. В это время на территории Украины дислоцировались 21 стрелковая дивизия, 2 стрелковые бригады, управление 1-го конного корпуса, 14 кавалерийских дивизий, 8 кавалерийских бригад, а также технические и специальные части, воинские учреждения и военно-учебные заведения. В декабре полевые управления 12-й и 14-й армий расформированы. 22 декабря командующий Вооружёнными силами Украины и Крыма издаёт приказ № 18 о реорганизации Полевого управления Юго-Западного фронта и существовавшего управления Киевского военного округа в управление Киевского военного округа. Этим приказом назначены: командующим войсками округа бывший командующий войсками ЮЗф Егоров А. И., начальником штаба округа Петин Н. Н.. 
30 декабря 1920 года Совет Народных Комиссаров СССР принял решение сократить Красную армию. В апреле 1921 года расформированы полевые управления 4-й и 6-й армий; реорганизация Вооружённых сил Украины и Крыма в основном завершена к сентябрю 1921 года. 
Киевский военный округ: командующий войсками Петин Н. Н.
В округе дислоцировались:
- 7-я Владимирская дивизия,
- 24-я Самаро-Ульяновская Железная стрелковая дивизия,
- 25-я стрелковая дивизия имени В. И. Чапаева,
- 44-я Киевская стрелковая дивизия,
- 45-я Волынская стрелковая дивизия,
- 1-й конный корпус: 8-я и 17-я Червонного казачества, 9-я кавалерийская дивизия,
- отдельные кавалерийские бригады — Красногусарская и Г. И. Котовского.

Командирами стрелковых и кавалерийских соединений были прославленные герои гражданской войны А. И. Бахтин, М. А. Демичев, И. Н. Дубовой, Ж. Ф. Зонберг, П. Е. Княгницкий, А. М. Осадчий, Д. А. Шмидт. В состав округа входили Киевская, Волынская, Подольская, Полтавская и Кременчугская губернии.
1 октября 1921 года Вооружённые силы Украины и Крыма насчитывали 423 тысячи человек.
С 31 января 1922 года командиры округа стали носить нарукавные знаки различия командного состава. Располагались нарукавные знаки на полях клапанов: у пехоты был цвет — красный, у кавалерии — синий, у артиллерии — чёрный. В марте прошло совещание командного и комиссарского состава Вооружённых сил Украины и Крыма, на котором подвели итоги изучения и исследования опыта Гражданской и Первой мировой войн. Командующий войсками М. В. Фрунзе сказал: «…Мы являемся продолжателями той работы, которую уже проделали наши округа, в первую очередь Киевский и затем округ Харьковский».
2 апреля XI-й съезд РКП(б) завершил свою работу. По вопросу «О Красной Армии» принял постановление, в котором отметил, что враждебные действия империалистов вынуждают Советскую Россию укреплять обороноспособность Красной Армии. Съезд признал также, что содержать армию численностью 1 миллион 600 тысяч человек страна сейчас не может, требуется провести организационные мероприятия.
21 апреля Совет Труда и Обороны принял постановление в Вооружённых силах Украины и Крыма (командующий М. В. Фрунзе) о слиянии Киевского военного округа (командующий войсками округа Якир, Иона Эммануилович) и Харьковского военного округа (командующий войсками округа Корк, Август Иванович) в Юго-Западный военный округ. Командующим войсками округа назначен Германович, Маркиан Яковлевич. Управление округа находилось в г. Харькове. В округ входили Волынская (губернский г. Житомир), Донецкая, Екатеринославская, Киевская, Кременчугская, Николаевская, Одесская, Полтавская, Подольская, Таврическая, Харьковская, Херсонская, Черниговская губернии.
Вооружённые силы Украины и Крыма имели состав: Юго-Западный военный округ, Внутренняя служба Украины, а также Морские силы Азовского и Чёрного морей.
Командование ВС Украины и Крыма:
- Фрунзе, Михаил Васильевич, командующий.
- Авксентьевский, Константин Алексеевич, заместитель командующего.
- Минин, Сергей Константинович, помощник командующего по политической части.
- Эйдеман, Роберт Петрович, помощник командующего.
- Корк, Август Иванович, помощник командующего (с 28 апреля 1922).

1 мая ВСУК имели чуть более 270 тысяч человек.
1 мая красноармейцы ВС Украины и Крыма приняли военную присягу. Это торжественное мероприятие проводилось в первый раз после окончания гражданской войны.
23 мая 6-й ск, штаб в г.Киев, командир корпуса Дыбенко, Павел Ефимович, начал формирование по приказу командующего ВС Украины и Крыма № 627/162 от 23 мая 1922 г. в Киеве из частей КиевВО и ХарВО. В корпус входили 15-я сд и 51-я сд.
27 мая Юго-Западный военный округ получил новое название — Украинский военный округ. Командующий войсками округа Германович, Маркиан Яковлевич. Управление округа находилось в городе Харьков. Округ включал территорию Донецкой, Волынской, Екатеринославской, Киевской, Кременчугской, Николаевской, Одесской, Подольской, Полтавской, Таврической, Харьковской, Херсонской, Черниговской губерний.
1 июня 7-й ск, штаб в г. Запорожье, начал формирование по приказу командующего ВС Украины и Крыма № 654/168 от 1 июня 1922 г. в Запорожье. В корпус входили 25-я сд и 30-я сд.
14-й ск, штаб в г. Киев, командир корпуса Дубовой, Иван Наумович, начал формирование в 1922 г. в г. Киеве. В корпус входили 7-я сд и 45-я сд.
3 июня командующий Вооружёнными силами Украины и Крыма М. В. Фрунзе назначен командующим войсками Украинского военного округа с сохранением названия должности командующий Вооружёнными силами Украины и Крыма, а управление Вооружённых Сил Украины и Крыма переименовано в штаб Украинского военного округа. (Приказ РВС № 1366/270 от 3 июня 1922 г.)
Вооружённые силы Украины и Крыма имели состав:
- Украинский военный округ
- Внутренняя служба Украины
- Морские силы Азовского и Чёрного морей

30 июня 1922 года 8-й ск, штаб в городе Запорожье, начал формирование по приказу командующего Вооружённых сил Украины и Крыма № 778/204 от 30 июня 1922 г. в городе Екатеринославе на базе расформированного штаба Харьковского военного округа.
30 декабря 1922 года создаётся Союз Советских Социалистических Республик, в состав которого входит и Украинская Советская Социалистическая Республика.
28 августа 1923 года упразднён Революционный военный совет Республики. Вместо него создан Революционный военный совет СССР. Председателем Реввоенсовета остался Лев Троцкий.
В январе 1924 год 17-й ск передислоцирован из Забайкалья в Украинскую ССР, штаб расположился в городе Виннице. В корпус входили 3-я сд и 24-я сд. В марте М. В. Фрунзе назначен заместителем председателя Реввоенсовета СССР, заместителем народного комиссара по военным и морским делам СССР и начальником штаба РККА.